# قلعهغاة (مقاطعة ديواندرة)
قلعهغاة (بالفارسية: قلعه گاه) هي قرية تقع في قسم سارال الريفي (مقاطعة ديواندرة) في إيران. يقدر عدد سكانها بـ 180 نسمة .